# 프로미스 오브 포에버
《프로미스 오브 포에버》(영어: The Promise of Forever)는 2017년 방영된 필리핀의 드라마이다.